# Martin Klásek
Martin Klásek (* 25. února 1957) je český loutkář, zpěvák, interpret Hurvínka a Spejbla a šéf uměleckého souboru Divadla Spejbla a Hurvínka. Do Divadla Spejbla a Hurvínka nastoupil v šestnácti letech jako technik. Zakrátko přešel do uměleckého souboru. Debutoval v roce 1974 v dětské hře Hurvínek mezi broučky. Od roku 1982, po několikaleté pauze, začal pravidelně alternovat Miloše Kirschnera. Po Kirschnerově smrti v roce 1996 se stal jeho nástupcem v interpretaci dvou hlavních loutek. Pro divadlo též napsal a režíroval několik her. Od října 2023 účinkuje v pořadu Kouzelná školka jako děda Martin. Na pořadu se podílí i scenáristicky.

## Diskografie (část)
- 1998 Hurvínkova diskotéka I – Axel cd – EAN 8 594031 980025, MC, CD [1]